# La Frénaye
La Frénaye là một xã thuộc tỉnh Seine-Maritime trong vùng Normandie miền bắc nước Pháp.

## Dân số
| Năm | 1962 | 1968 | 1975 | 1982 | 1990 | 1999 | 2006 |
| --- | ---- | ---- | ---- | ---- | ---- | ---- | ---- |
| Dân số | 683  | 709  | 1082 | 1211 | 1535 | 1606 | 1755 |
| From the year 1962 on: No double counting—residents of multiple communes (e.g. students and military personnel) are counted only once. |      |      |      |      |      |      |      |

## Thị trấn kết nghĩa
- South Wonston Hampshire, Anh.
- Rettenberg Bavaria, Đức